# Alvaro Načinović
Alvaro Načinović (Rijeka, 2 maart 1966) is een voormalig Kroatisch handballer. 
Op de Olympische Spelen van 1988 in Seoel won hij de bronzen medaille met Joegoslavië. Načinović speelde zes wedstrijden.
Met Kroatië won hij de gouden medaille op de Olympische Spelen van 1996 in Atlanta. Načinović speelde drie wedstrijden en scoorde drie doelpunten.
Mirko Bašić · Jožef Holpert · Boris Jarak · Slobodan Kuzmanovski · Muhamed Memić · Alvaro Načinović · Goran Perkovac · Zlatko Portner · Iztok Puc · Rolando Pušnik · Momir Rnić · Zlatko Saračević · Irfan Smajlagić · Ermin Velić · Veselin Vujović
Patrik Čavar · Valner Franković · Slavko Goluža · Bruno Gudelj · Vladimir Jelčić · Božidar Jović · Nenad Kljaić · Venio Losert · Valter Matošević · Zoran Mikulić · Alvaro Načinović · Goran Perkovac · Iztok Puc · Zlatko Saračević · Irfan Smajlagić · Vladimir Šujster